# Nazionale femminile di calcio dell'Argentina
La nazionale di calcio femminile dell'Argentina è la rappresentativa calcistica femminile internazionale dell'Argentina, gestita dalla locale federazione calcistica (AFA).
In base alla classifica emessa dalla FIFA il 15 marzo 2024, la nazionale femminile occupa il 33º posto del FIFA/Coca-Cola Women's World Ranking.
Come membro della CONMEBOL, partecipa a vari tornei di calcio internazionali, come al Campionato mondiale FIFA, alla Copa América Femenina, ai Giochi olimpici estivi e ai tornei a invito. Ha vinto un'edizione della Copa América Femenina, quella del 2006 organizzata proprio in Argentina. Ha, inoltre, partecipato a quattro edizioni del campionato mondiale e una volta al torneo femminile ai Giochi olimpici.

## Storia

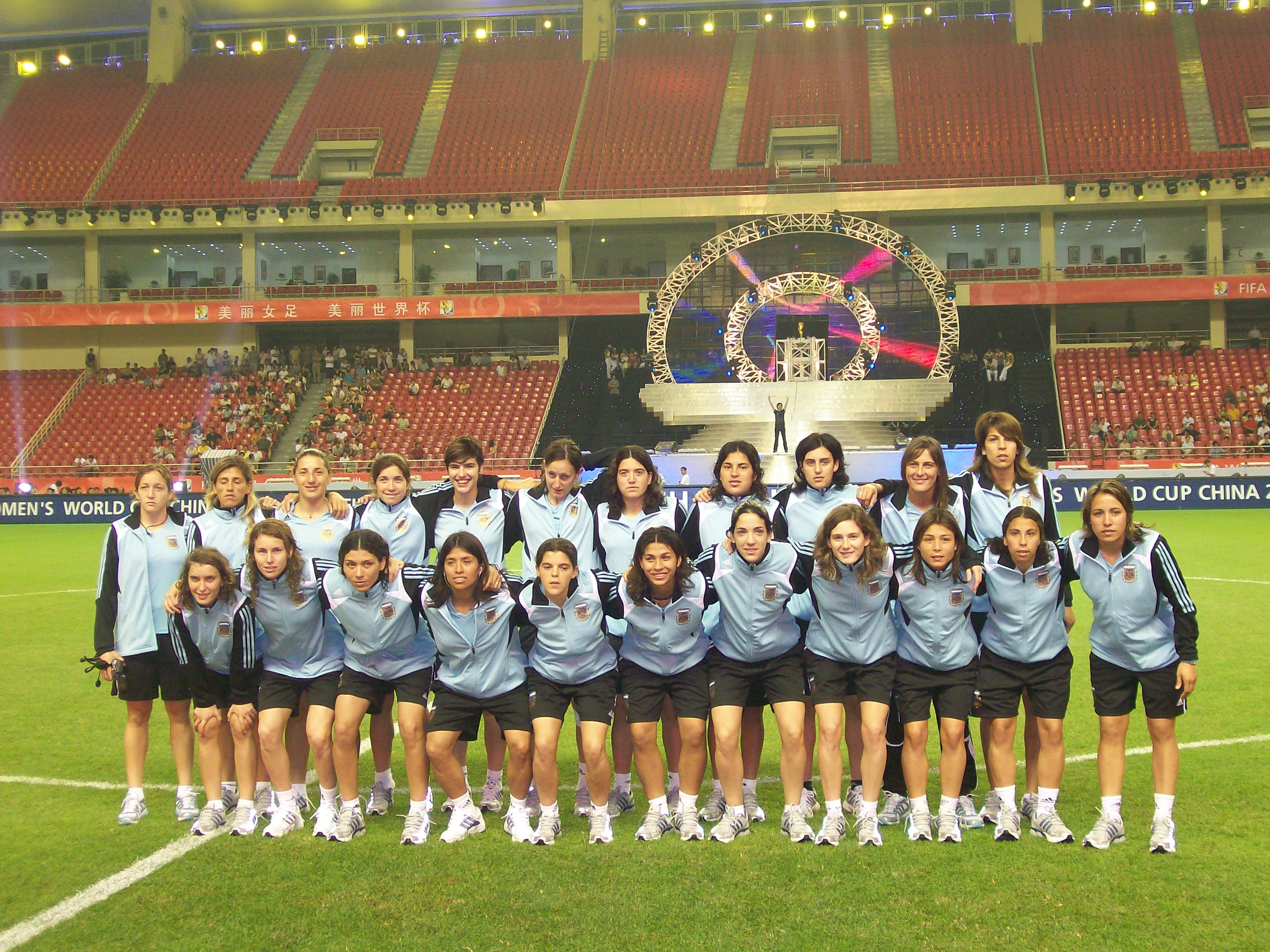
Selezione argentina prima della partita inaugurale del campionato mondiale 2007.

Una selezione nazionale argentina aveva preso parte nel 1971 alla seconda edizione del campionato mondiale non ufficiale di calcio femminile. Ammessa direttamente alla fase finale perché unica squadra sudamericana partecipante, venne inserita nel gruppo A con Messico e Inghilterra, perdendo 3-1 contro le messicane davanti a un pubblico di 90 000 spettatori allo stadio Azteca, e battendo 4-1 le inglesi. Perse poi prima la semifinale contro la Danimarca e dopo la finale per il terzo posto contro l'Italia.
Nel 1991 la federazione calcistica dell'Argentina (AFA) istituì ufficialmente la nazionale femminile argentina. La prima partita ufficiale venne disputata il 3 dicembre 1993 a Santiago del Cile e l'Argentina vinse 3-2 sul Cile. Nel 1995 partecipò per la prima volta al campionato sudamericano, concludendo al secondo posto dietro al Brasile. L'edizione 1998 venne giocata in Argentina a Mar del Plata e la nazionale vinse il proprio girone a punteggio pieno e poi la semifinale contro il Perù dopo i tiri di rigore; in finale perse 7-1 contro il Brasile. Grazie a questo risultato, l'Argentina ottenne l'accesso al play-off contro il Messico per un posto alla fase finale del campionato mondiale 1999. Nel doppio confronto prevalsero le messicane con due vittorie. Al campionato sudamericano 2003 l'Argentina concluse nuovamente al secondo posto alle spalle del Brasile, ottenendo però l'accesso diretto alla fase finale del campionato mondiale, previsto nello stesso anno negli Stati Uniti. Sorteggiata nel gruppo C con Germania, Canada e Giappone, l'Albiceleste perse tutte e tre le partite, subendo 15 reti e segnandone solo una con Yanina Gaitán contro la Germania.

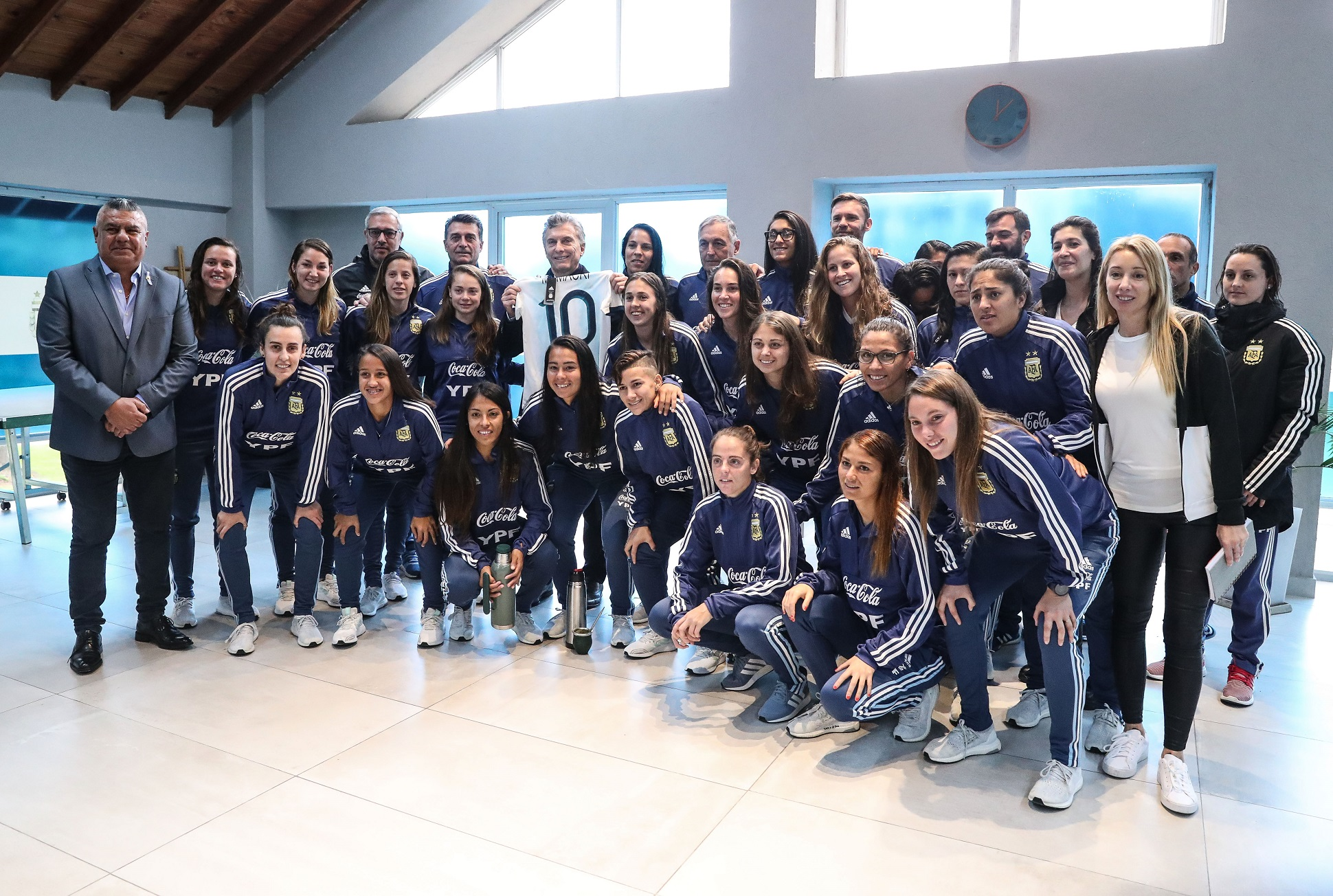
La nazionale col presidente argentino Mauricio Macri prima della partenza per il campionato mondiale 2019.

Nel 2006 l'Argentina vinse per la prima volta il campionato sudamericano, interrompendo la striscia di quattro trionfi consecutivi del Brasile, che aveva anche vinto tutte le partite disputate nelle precedenti manifestazioni. Il torneo venne disputato nuovamente a Mar del Plata e la nazionale argentina giunse al girone finale dopo aver vinto tutte le partite della fase a gruppi; nel girone finale pareggiò col Paraguay e vinse con l'Uruguay, vincendo poi l'ultima partita decisiva contro il Brasile 2-0 grazie alle reti di Eva Nadia González e di María Belén Potassa. Questo successo diede l'accesso sia alla fase finale del campionato mondiale 2007 sia al torneo femminile dei Giochi di Pechino 2008. Il campionato mondiale 2007, giocato in Cina, si concluse analogamente al precedente, con l'Argentina sconfitta in tutte e tre le partite del gruppo A contro Germania, Inghilterra e Giappone; contro la Germania arrivò anche una sconfitta record per 0-11. Anche il torneo femminile ai Giochi di Pechino si concluse con l'eliminazione nella fase a gruppi con tre sconfitte in tre partite disputate contro Cina, Svezia e Canada.
Nelle edizioni 2010 e 2014 del massimo torneo sudamericano l'Albiceleste giunse al girone finale, concludendo in entrambe le occasioni al quarto posto. Nella Copa América 2018 arrivò un terzo posto nel girone finale, che consentì l'accesso allo spareggio intercontinentale per un posto alla fase finale del campionato mondiale 2019. Nello spareggio l'Argentina affrontò Panama, vincendo l'andata in casa per 4-0 e pareggiando il ritorno 1-1, ottenendo così l'accesso alla fase finale del mondiale per la terza volta nella sua storia. Inserita nel gruppo D, pareggiò la prima partita contro il Giappone, perse la seconda contro l'Inghilterra e pareggiò la terza partita contro la Scozia 3-3 grazie a una rete di Florencia Bonsegundo su rigore nei minuti di recupero.
Nella Copa América 2022 l'Argentina guadagnò l'accesso alle semifinali, dove venne sconfitta dalla Colombia. Vincendo 3-1 in rimonta sul Paraguay, con le due reti decisive realizzate a tempo scaduto, venne conquistata la qualificazione diretta alla fase finale del campionato mondiale 2023.

## Partecipazione ai tornei internazionali
Legenda: Grassetto: Risultato migliore, Corsivo: Mancate partecipazioni

## Palmarès
- Copa América Femenina: 1

2006
- Giochi panamericani: 1

2019

## Tutte le rose

### Campionato mondiale
Coppa del Mondo FIFA 20031 Ferro, 2 Huber, 3 Ricotti, 4 Gonsebate, 5 Gerez, 6 López, 7 Alvariza, 8 Gatti, 9 Arrien, 10 Gómez, 11 M. Medina, 12 Correa, 13 Díaz, 14 Vallejos, 15 Gaitán, 16 A. Medina, 17 Cotelo, 18 Coronel, 19 Barbitta, 20 Villanueva, CT: Borrello
Coppa del Mondo FIFA 20071 Ferro, 2 González, 3 Cotelo, 4 Chávez, 5 Brusca, 6 Barbitta, 7 Manicler, 8 Huber, 9 Gatti, 10 Mendieta, 11 Gómez, 12 Correa, 13 Quiñones, 14 Pérez, 15 Mandrile, 16 Ojeda, 17 Vallejos, 18 Potassa, 19 Almeida, 20 Pereyra, 21 Minnig, CT: Borrello
Coppa del Mondo FIFA 20191 Correa, 2 Barroso, 3 Stábile, 4 Sachs, 5 Santana, 6 Cometti, 7 Oviedo, 8 Bravo, 9 Jaimes, 10 Banini, 11 Bonsegundo, 12 Garton, 13 Gómez, 14 Mayorga, 15 Potassa, 16 Benítez, 17 Coronel, 18 Chávez, 19 Larroquette, 20 Ippólito, 21 Juncos, 22 Menéndez, 23 Pereyra, CT: Borrello
Coppa del Mondo FIFA 20231 Correa, 2 Sachs, 3 Stábile, 4 Cruz, 5 Santana, 6 Cometti, 7 Núñez, 8 Falfán, 9 Gramaglia, 10 Ippólito, 11 Rodríguez, 12 Esponda, 13 Braun, 14 Mayorga, 15 Bonsegundo, 16 Benítez, 17 Gómez Ares, 18 Chávez, 19 Larroquette, 20 Singarella, 21 Lonigro, 22 Banini, 23 Cháves, CT: Portanova

### Giochi olimpici
Calcio ai Giochi Olimpici Estivi 20081 Calello, 2 González, 3 Arrien, 4 Mandrile, 5 Gerez, 6 Chávez, 7 Manicler, 8 Mendieta, 9 Potassa, 10 Coronel, 11 Vallejos, 12 Cardone, 13 Quiñones, 14 Ojeda, 15 Pereyra, 16 Blanco, 17 Almeida, 18 Correa, CT: Borrello

### Copa América Femenina
Copa América Femenina 20181 Correa, 2 Barroso, 3 Stábile, 4 Sachs, 5 Santana, 6 Chávez, 7 Urbani, 8 Bravo, 9 Jaimes, 10 Bonsegundo, 11 Banini, 12 Oliveros, 13 Coronel, 14 Otazú, 15 Potassa, 16 Cámara, 17 Juncos, 18 Oviedo, 19 Larroquette, 20 Cometti, 21 Rodríguez, 22 Garton, CT: Borrello
Copa América Femenina 20221 Correa, 2 Barroso, 3 Stábile, 4 Cruz, 5 Santana, 6 Cometti, 7 Núñez, 8 Falfán, 9 Jaimes, 10 Ippólito, 11 Rodríguez, 12 S. Pereyra, 13 Braun, 14 Mayorga, 15 Bonsegundo, 16 Delgado, 17 M. Pereyra, 18 Chávez, 19 Larroquette, 20 Bravo, 21 Lonigro, 22 Banini, 23 Oliveros, CT: Portanova
Copa América Femenina 20251 S. Pereyra, 2 Sachs, 3 Stábile, 4 Roggerone, 5 Preininger, 6 Cometti, 7 Giménez, 8 Falfán, 9 Núñez, 10 M. Pereyra, 11 Rodríguez, 12 Masciarelli, 13 Braun, 14 Martín, 15 Bonsegundo, 16 Domínguez, 17 Altgelt, 18 Troncoso, 19 Holzheier, 20 Gómez, 21 Gramaglia, 22 Soriano, 23 Chaves, CT: Portanova

## Rosa
Lista delle 23 giocatrici convocate dal selezionatore Germán Portanova per il campionato mondiale 2023 in programma dal 20 luglio al 20 agosto 2023.
| N. | Pos. | Giocatore            | Data nascita (età)         | Pres. | Reti | Squadra                   |
| -- | ---- | -------------------- | -------------------------- | ----- | ---- | ------------------------- |
| 1  | P    | Vanina Correa        | 14 agosto 1983 (39 anni)   |       |      | Rosario Central           |
| 2  | D    | Adriana Sachs        | 25 dicembre 1993 (29 anni) |       |      | Santos                    |
| 3  | A    | Eliana Stábile       | 26 novembre 1993 (29 anni) |       |      | Santos                    |
| 4  | D    | Julieta Cruz         | 4 giugno 1996 (27 anni)    |       |      | Boca Juniors              |
| 5  | C    | Vanesa Santana       | 3 settembre 1990 (32 anni) |       |      | Huelva                    |
| 6  | D    | Aldana Cometti       | 3 marzo 1996 (27 anni)     |       |      | Madrid CFF                |
| 7  | A    | Romina Núñez         | 1º gennaio 1994 (29 anni)  |       |      | UAI Urquiza               |
| 8  | C    | Daiana Falfán        | 14 ottobre 2000 (22 anni)  |       |      | UAI Urquiza               |
| 9  | A    | Paulina Gramaglia    | 21 marzo 2003 (20 anni)    |       |      | Red Bull Bragantino       |
| 10 | C    | Dalila Ippólito      | 24 marzo 2002 (21 anni)    |       |      | Parma                     |
| 11 | A    | Yamila Rodríguez     | 24 gennaio 1998 (25 anni)  |       |      | Palmeiras                 |
| 12 | P    | Laura Esponda        | 8 novembre 2005 (17 anni)  |       |      | River Plate               |
| 13 | D    | Sophia Braun         | 26 gennaio 2000 (23 anni)  |       |      | León                      |
| 14 | C    | Miriam Mayorga       | 20 novembre 1989 (33 anni) |       |      | Boca Juniors              |
| 15 | A    | Florencia Bonsegundo | 14 luglio 1993 (30 anni)   |       |      | Madrid CFF                |
| 16 | C    | Lorena Benítez       | 3 dicembre 1998 (24 anni)  |       |      | Palmeiras                 |
| 17 | C    | Camila Gómez Ares    | 26 ottobre 1994 (28 anni)  |       |      | Universidad de Concepción |
| 18 | D    | Gabriela Chávez      | 9 aprile 1989 (34 anni)    |       |      | Estudiantes               |
| 19 | A    | Mariana Larroquette  | 24 ottobre 1992 (30 anni)  |       |      | León                      |
| 20 | D    | Chiara Singarella    | 5 dicembre 2003 (19 anni)  |       |      | Università dell'Alabama   |
| 21 | A    | Érica Lonigro        | 6 luglio 1994 (29 anni)    |       |      | Rosario Central           |
| 22 | A    | Estefanía Banini     | 21 giugno 1990 (33 anni)   |       |      | Atlético Madrid           |
| 23 | P    | Abigaíl Cháves       | 11 luglio 1997 (26 anni)   |       |      | Atlético Huracán          |

## Confronti con le altre nazionali
Aggiornato al 21 dicembre 2014, sono incluse solo le partite con le nazionali A.
|                   | Giocate | Vinte | Nulle | Perse | GF  | GS  | DG  |
| ----------------- | ------- | ----- | ----- | ----- | --- | --- | --- |
| Australia         | 1       | 0     | 0     | 1     | 0   | 7   | −7  |
| Bolivia           | 5       | 5     | 0     | 0     | 34  | 0   | +34 |
| Brasile           | 12      | 2     | 1     | 9     | 9   | 40  | −31 |
| Canada            | 4       | 0     | 0     | 4     | 1   | 11  | −10 |
| Cile              | 12      | 5     | 3     | 4     | 17  | 16  | +1  |
| Cina              | 3       | 1     | 0     | 2     | 1   | 3   | −2  |
| Colombia          | 5       | 2     | 2     | 1     | 9   | 3   | +6  |
| Costa Rica        | 3       | 1     | 1     | 1     | 8   | 7   | +1  |
| Danimarca         | 1       | 0     | 0     | 1     | 0   | 1   | −1  |
| Ecuador           | 5       | 3     | 0     | 2     | 10  | 5   | +5  |
| Inghilterra       | 1       | 0     | 0     | 1     | 1   | 6   | −6  |
| Slovenia          | 1       | 1     | 0     | 0     | 6   | 0   | +6  |
| Germania          | 2       | 0     | 0     | 2     | 1   | 17  | −16 |
| Guatemala         | 1       | 1     | 0     | 0     | 5   | 0   | +5  |
| Giappone          | 4       | 0     | 0     | 4     | 0   | 12  | −12 |
| Messico           | 6       | 1     | 0     | 5     | 8   | 16  | −8  |
| Nuova Zelanda     | 1       | 0     | 0     | 1     | 0   | 1   | −1  |
| Nicaragua         | 1       | 1     | 0     | 0     | 9   | 0   | +9  |
| Panama            | 1       | 1     | 0     | 0     | 2   | 0   | +2  |
| Paraguay          | 6       | 5     | 1     | 0     | 17  | 3   | +14 |
| Perù              | 5       | 3     | 2     | 0     | 7   | 3   | +4  |
| Corea del Sud     | 2       | 0     | 0     | 2     | 1   | 4   | −3  |
| Svezia            | 1       | 0     | 0     | 1     | 0   | 1   | −1  |
| Trinidad e Tobago | 1       | 1     | 0     | 0     | 2   | 0   | +2  |
| Stati Uniti       | 3       | 0     | 0     | 3     | 1   | 22  | −21 |
| Uruguay           | 7       | 7     | 0     | 0     | 25  | 3   | +22 |
| Total             | 94      | 40    | 10    | 44    | 174 | 181 | −7  |